# Roger Hebbelinck
Roger Hebbelinck (Brussel, 1912-1987) was een Belgisch kunstenaar.
Hebbelinck werkte als schilder, aquarellist, etser en cineast. Hij werd vooral bekend omwille van zijn etsen. Hij was een leerling van A. Bastien, J. Delville, G. Van Strydonck, A. Stevens, I. Van Mens, J. Van Santen en P. Mathieu bij wie hij studeerde aan de Academie van Brussel. 
Aan de Academie van Brussel kreeg hij les in aquarelleren van I. van Mens en gravure van J. van Santen. Hij etste een groot aantal pittoreske stadshoekjes in historische steden. Hij realiseerde de etsen naar de tekeningen van Valerius De Sadeleer voor het boek Vingt poèmes van E. Verhaeren. Als cineast maakte hij onder andere de documentaire La Naissance d'une Eau-forte die een prijs won op het Filmfestival van Cannes en een documentaire over de opbouw van het Atomium.
Als beeldend kunstenaar richtte hij voor de oorlog in 1932 een etsdrukatelier op en etste zeer vele pittoreske stadsgezichten in België. Ook etste en aquarelleerde hij in Nederland (Bergen op Zoom) en het zuiden van Frankrijk en Spanje. Bijzonder zijn verder zijn kleuretsen die hij maakte naar werken van zijn collega's V. de Saedeleer en A. Saverys. Deze signeerde hij met het pseudoniem "Belin".
- RKD-Nederlands Instituut voor Kunstgeschiedenis: 36766
- Virtual International Authority File: 3838154260561724480003